# Призначаєшся онукою
«Призначаєшся онукою» (рос. «Назначаешься внучкой») — радянський фільм 1975 року, режисера Ярополка Лапшина, знятий за мотивами повісті Євдокії Мухіної «Вісім сантиметрів».

## Сюжет
Німецько-радянська війна. Осінь 1942 року, фашистські війська рвуться до Волги, йдуть важкі бої під Сталінградом. Заради перемоги над ворогом і звільнення своєї Батьківщини люди готові жертвувати всім, навіть своїм життям. Всі рвуться на фронт, особливо молодь. Не стала винятком сімнадцятирічна Євдокія Мельникова. Вона вмовила свого воєнкома взяти її в армію. Але на фронт її відразу не взяли, а направили в школу розвідників. Сімнадцятирічна розвідниця-радистка Дуся, на прізвисько «Чижик» закидається в тил фашистських військ на Кубань під виглядом п'ятнадцятирічної внучки Женьки. Вона приходить в будинок до діда-розвідника, що залишився без зв'язку, який вдає з себе поліцая, що люто ненавидить радянську владу.

## У ролях
- Борис Андрєєв —  дід Тимофій
- Ірина Гришина —  Євдокія Мельникова / Євгенія Євдокимова
- Микола Прокопович —  гауптман Штольц
- Олег Корчиков —  воєнком
- Людмила Давидова —  німкеня, радянська розвідниця
- Майя Булгакова —  сусідка
- Данило Нетребін —  начальник розвідшколи
- Гіві Тохадзе —  дядько Катверідзе
- Володимир Артемов —  Сашко
- Олексій Чернов —  батько Євдокії

## Знімальна група
- Автор сценарію:  Григорій Колтунов
- Режисер:  Ярополк Лапшин
- Головний оператор:  Ігор Лукшин
- Художник:  Юрій Істратов
- Композитор:  Юрій Левітін